# Team Visma-Lease a Bike
Il Team Visma-Lease a Bike, nota in passato anche come Rabobank, Blanco, Belkin Lotto NL e Jumbo-Visma, è una squadra maschile olandese di ciclismo su strada con licenza di UCI WorldTeam.
Attiva nel professionismo dal 1984, ha assunto nei primi anni di attività, al cambiare degli sponsor, diverse denominazioni (Kwantum Hallen, Superconfex, Buckler, Wordperfect, Novell). Poi, dal 1996 e per diciassette stagioni consecutive, è stata sponsorizzata da Rabobank, assumendo perciò come primo nome quello della banca olandese. Al termine del 2012 Rabobank ha deciso di terminare la sponsorizzazione, e la squadra è divenuta prima Blanco e poi, all'inizio del Tour de France 2013, Belkin. Nel 2015 è subentrato un nuovo sponsor, Lotto NL, e quindi dal 2019 al 2023 la catena della GDO Jumbo.
Tra i ciclisti che hanno militato nella squadra, Denis Men'šov ha vinto la Vuelta a España 2007 e il Giro d'Italia 2009, Primož Roglič si è aggiudicato la Vuelta a España 2019, 2020, 2021 e il Giro d'Italia 2023, Jonas Vingegaard il Tour de France 2022 e 2023, Sepp Kuss la Vuelta a España 2023 e Simon Yates il Giro d'Italia 2025. Il velocista Óscar Freire, in squadra dal 2003 al 2011, ha ottenuto la vittoria di tre Milano-Sanremo (2004, 2007 e 2010). Altri successi di rilievo sono arrivati, nel corso della pluridecennale attività, con Frans Maassen, Jean-Paul van Poppel, Edwig Van Hooydonck, Rolf Sørensen, Michael Boogerd, Erik Dekker, Michael Rasmussen, Luis León Sánchez e Wout Van Aert, quest’ultimo vincitore della Milano-Sanremo nel 2020; inoltre la squadra ha vinto quattro edizioni del Giro delle Fiandre, nel 1986 con Adrie van der Poel, nel 1989 e nel 1991 con Edwig Van Hooydonck e nel 1997 con Rolf Sørensen, e una della Liegi-Bastogne-Liegi, con Roglič nel 2020.

## Storia

### 1984-1986: Kwantum Hallen-Decosol-Yoko
Dopo la stagione 1983, la squadra TI-Raleigh venne sciolta a causa dei diverbi tra il capitano Jan Raas, già campione del mondo 1979, e il direttore sportivo Peter Post. Sette ciclisti seguirono Post nella nuova Panasonic e sei raggiunsero Raas alla Kwantum: i direttori sportivi di quest'ultima erano Guillaume Driessens, Jan Gisbers e Walter Godefroot. Nel suo primo anno di attività la squadra vinse la maglia rossa della classifica sprint al Tour de France 1984 con Jacques Hanegraaf, e una tappa a quel Tour, l'Amstel Gold Race ed il campionato nazionale olandese con Jan Raas.
Nel 1985 la Kwantum Hallen ottenne numerosi successi lungo tutta l'arco della stagione: tre tappe al Tour de France con Gerrit Solleveld, Henri Manders e Maarten Ducrot, il Giro del Lussemburgo con Jelle Nijdam, il Giro del Belgio, il Campionato di Zurigo e la Parigi-Tours con Ludo Peeters, la Clásica San Sebastián e la Parigi-Bruxelles con Adrie van der Poel, un secondo titolo nazionale con Jacques Hanegraaf, oltre alla Tirreno-Adriatico e al campionato del mondo in linea con Joop Zoetemelk.. Al termine della stagione Raas concluse l'attività e divenne il team manager.
Il 1986 fu un po' meno ricco di successi: spiccano comunque il Giro delle Fiandre vinto da Van der Poel, una tappa al Tour de France conquistata da Peeters, il Giro del Belgio vinto da Nico Emonds.

### 1987-1989: Superconfex-Yoko
Per la stagione 1987, lo sponsor principale divenne Superconfex: in quell'anno la squadra era ufficialmente conosciuta come Superconfex-Kwantum-Yoko-Colnago. Il velocista Jean-Paul van Poppel (giunto dalla Skala-Skil) regalò due successi di tappa al Tour de France e la classifica a punti. Nella stessa Grande Boucle vinsero frazioni anche Jelle Nijdam (nel prologo), Nico Verhoeven e Rolf Gölz; il tedesco si impose anche nella Vuelta a Andalucía, nel Tour du Haut-Var e nel Campionato di Zurigo. Joop Zoetemelk terminò la carriera con la vittoria nell'Amstel Gold Race.
Nel 1988 la squadra cambiò nome in Superconfex-Yoko-Opel-Colnago. La stagione fu ancora ricca di successi: Gölz fu particolarmente brillante, e vinse Freccia Vallone, Vuelta a Asturias, una tappa al Tour de France e, tra settembre e ottobre, Parigi-Bruxelles, Tour of Ireland, Milano-Torino e Giro del Piemonte. Van Poppel fece sue quattro frazioni al Tour de France, Nijdam vinse l'Amstel Gold Race e anch'egli una tappa alla Grande Boucle, mentre Frans Maassen si impose nel Giro del Belgio. Nella stagione 1989 Van Poppel passò alla Panasonic, le vittorie comunque non diminuirono. Si aggiunsero infatti all'albo d'oro della squadra tre delle dodici gare valide per la neonata Coppa del mondo: il Giro delle Fiandre con Edwig Van Hooydonck, la Wincanton Classic con Maassen e la Parigi-Tours con Nijdam. Lo stesso Nijdam fece sue due tappe al Tour de France e la Parigi-Bruxelles, mentre Gerrit Solleveld vinse la Gand-Wevelgem e Gölz ripeté la vittoria alla Milano-Torino. Inoltre Maassen si aggiudicò il campionato nazionale su strada.

### 1990-1992: Buckler-Colnago-Decca

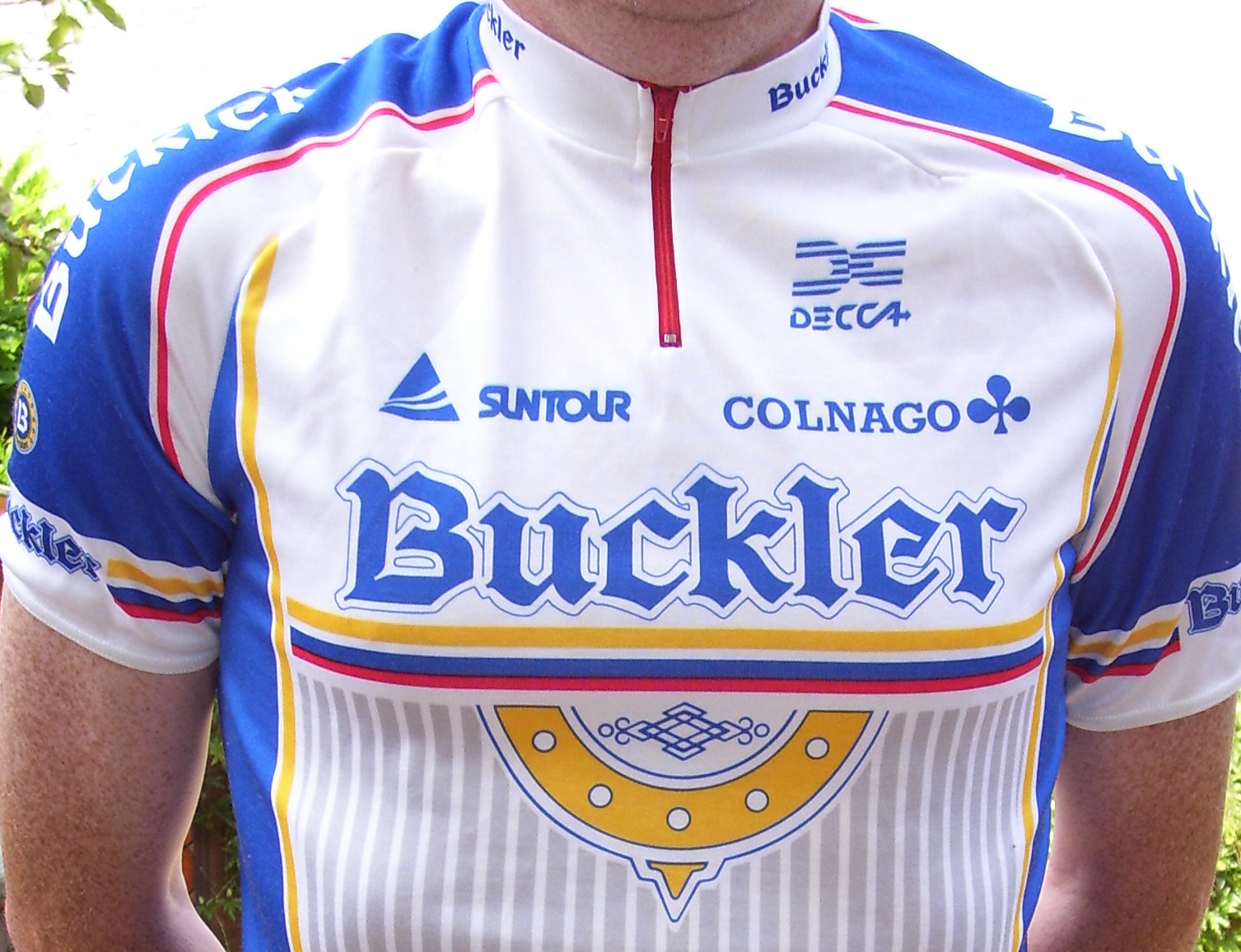
La divisa Buckler-Colnago-Decca

Al termine del 1989 la sponsorizzazione della squadra fu acquisita dal marchio di birra Buckler, e il team divenne Buckler-Colnago-Decca. I ciclisti di Raas quell'anno non ottennero trionfi nelle grandi classiche; vinsero comunque tre tappe al Tour de France (successi targati Maassen, Solleveld e Nijdam), il Giro del Belgio e la Freccia del Brabante con Maassen, il Giro dei Paesi Bassi con Nijdam, il campionato nazionale appannaggio di Peter Winnen, e numerose semiclassiche e tappe di corse minori.
Nel 1991 la squadra ottenne di nuovo tre vittorie in Coppa del mondo: il Giro delle Fiandre ancora con Van Hooydonck, l'Amstel Gold Race con Maassen e il Grand Prix de Libération, una cronometro a squadre. Maassen vinse il Giro dei Paesi Bassi, mentre Nijdam fece sua una tappa al Tour de France e Steven Rooks, arrivato quell'anno dalla Panasonic-Sportlife, divenne subito campione nazionale. Stagione meno ricca di trionfi, almeno se comparata al 1988 – quando giunsero ben 64 vittorie – fu il 1992: la Buckler si impose comunque in tre tappe della Vuelta a España, con Nijdam, Van Hooydonck ed Eric Vanderaerden, e nel Giro dei Paesi Bassi con Nijdam. Fu anche la stagione dell'esordio in squadra, a settembre, del ventiduenne Erik Dekker, vincitore della medaglia d'argento alle Olimpiadi di Barcellona.

### 1993-1995: Wordperfect e Novell
Al termine della stagione 1992 la Buckler interruppe la sponsorizzazione: le subentrò, per il 1993, il marchio di informatica WordPerfect. Steven Rooks passò alla Festina-Lotus, vennero invece messi sotto contratto Raúl Alcalá dalla PDM-Concorde e il neoprofessionista Léon van Bon. Anche quella del 1993 non fu una stagione ricca di vittorie: le più importanti furono la Tre Giorni di La Panne con Vanderaerden e il Tour DuPont con Alcalá, cui si aggiunsero diversi successi di tappa in corse brevi. Nel 1994 esordì da neoprofessionista il ventunenne Michael Boogerd, mentre dalla Novemail-Histor giunse Vjačeslav Ekimov. Proprio Ekimov si aggiudicò Volta a la Comunitat Valenciana e Tour DuPont, mentre Maassen fece suo il Giro del Lussemburgo. Al termine della stagione si contarono solo una ventina di vittorie.
Nel 1995 il nome della formazione divenne Novell Software-Decca. In squadra arrivò l'ormai trentunenne velocista uzbeko Djamolidine Abdoujaparov, vincitore della classifica a punti del Tour de France 1994. I successi furono in numero ancora inferiore rispetto al 1993 e al 1994: Abdoujaparov vinse comunque la tappa conclusiva del Tour de France, Ekimov una tappa al Tour de Suisse, Van Hooydonck la Freccia del Brabante. Lo sponsor a fine anno decise però di interrompere il finanziamento.

### 1996-2012: Rabobank

#### 1996-1999: le vittorie con Sørensen, Van Bon e Boogerd

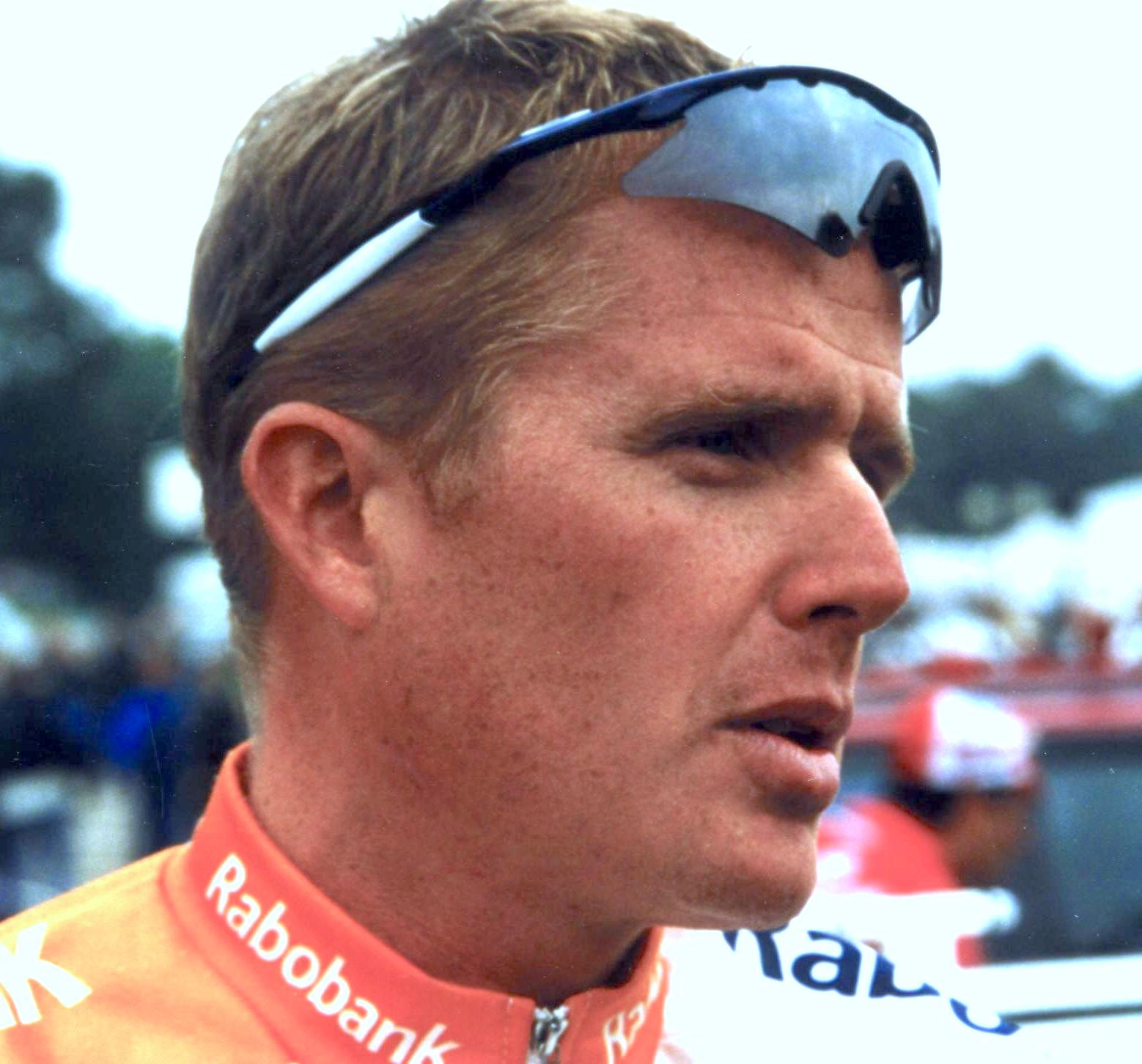
Rolf Sørensen alla Parigi-Tours 1998

Al termine della stagione 1995 il nuovo sponsor del team diventò l'importante banca olandese Rabobank. Raas mantenne il ruolo di team manager della squadra (che assunse come distintiva la caratteristica maglia bianco-arancio-blu), mentre Theo de Rooy, Adrie van Houwelingen e Joop Zoetemelk divennero i direttori sportivi. La squadra mantenne solo otto ciclisti della Novell, e acquisì alcuni esperti corridori come Adrie van der Poel, Erik Breukink, Rolf Sørensen e Johan Bruyneel, e altri più giovani come Richard Groenendaal, Koos Moerenhout e il neo-professionista australiano Robbie McEwen. Jan Raas fu team manager per i primi otto anni, prima di essere improvvisamente rimosso dall'incarico nel 2003.
Durante il primo anno della nuova gestione, i ciclisti Rabobank vinsero due tappe al Tour de France con Boogerd e Sørensen, la Tre Giorni di La Panne con Ekimov, il titolo nazionale a cronometro con Dekker, il Giro dei Paesi Bassi ancora con Sørensen, oltre a numerose tappe di corse minori. Nel 1997 Rolf Sørensen riportò la squadra al successo in Coppa del mondo dopo sei anni, facendo suo il Giro delle Fiandre; il danese guidò anche per diversi mesi la classifica individuale di Coppa, venendo superato però all'ultimo, per soli cinque punti, da Michele Bartoli. In quella stessa stagione Breukink si laureò campione nazionale in linea, Dekker si aggiudicò il Giro dei Paesi Bassi, mentre Van Bon e Max van Heeswijk (giunto dalla Motorola) vinsero una frazione ciascuno alla Vuelta a España.
Nel 1998 Léon van Bon si aggiudicò la HEW Cyclassics ad Amburgo, valida per la Coppa del mondo, e una tappa al Tour de France; Boogerd vinse la Setmana Catalana e il titolo nazionale in linea, Patrick Jonker quello a cronometro, Sørensen conquistò invece il suo secondo Giro dei Paesi Bassi. Nel 1999 Michael Boogerd fu di nuovo in evidenza, riuscendo ad aggiudicarsi la Parigi-Nizza, l'Amstel Gold Race (valida per la Coppa del mondo) e il Giro dell'Emilia. Anche Marc Wauters e lo svizzero Markus Zberg colsero buoni risultati: il primo si impose nel Prudential Tour, nel Giro del Lussemburgo e nella Parigi-Tours, anch'essa inserita nel calendario di Coppa, il secondo, oltre a numerosi piazzamenti (che contribuirono, con i trionfi di Boogerd e Wauters, alla vittoria della Rabobank nella classifica a squadre di Coppa), fece sua la Milano-Torino. McEwen, infine, vinse allo sprint la frazione conclusiva del Tour de France: negli anni seguenti, dopo aver lasciato la Rabobank, coglierà altri undici successi parziali nella Grande Boucle.

#### 2000-2003: Gli anni di Dekker e i nuovi arrivi

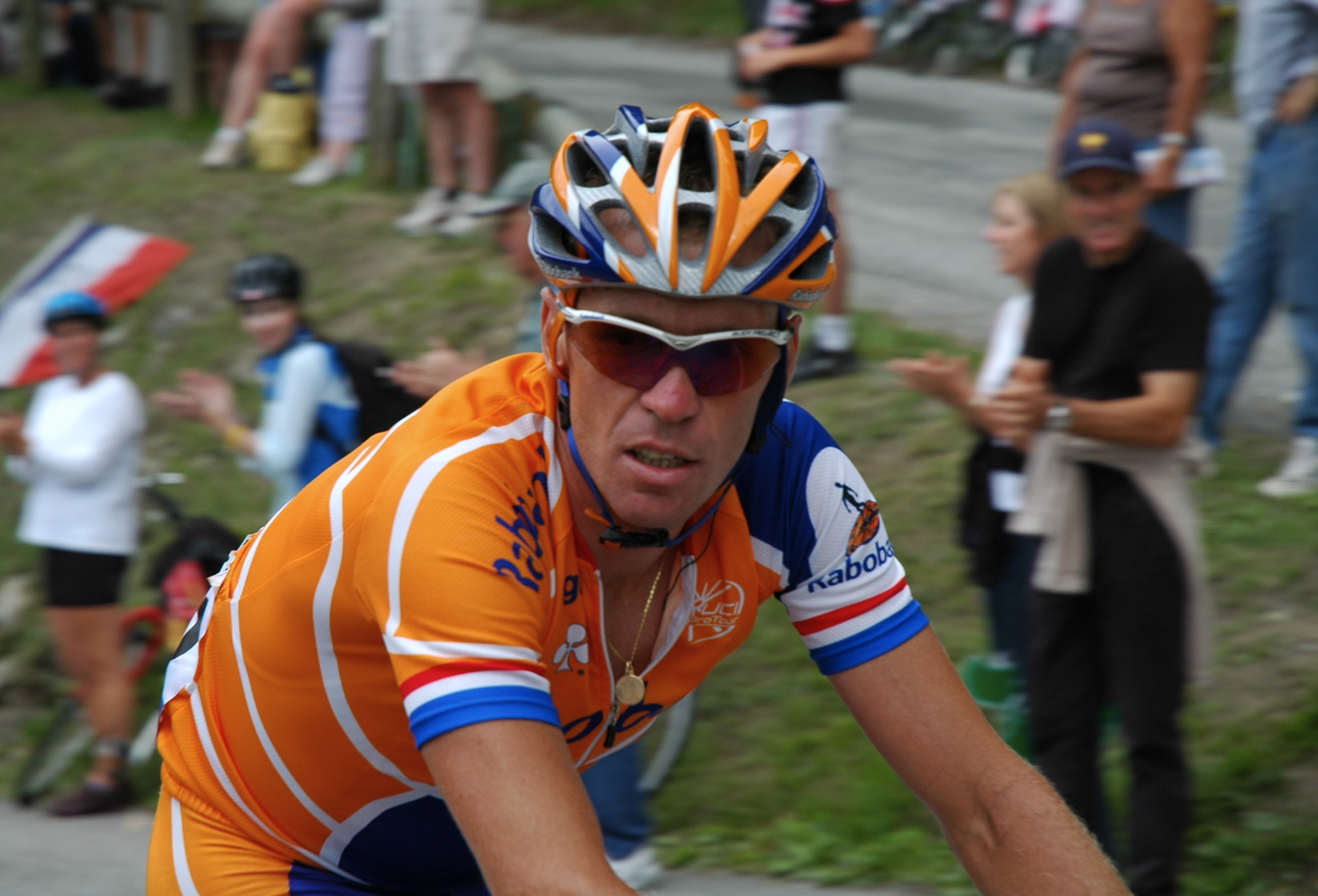
Erik Dekker impegnato al Tour de France 2005

Il 2000 segnò l'esordio della squadra al Giro d'Italia, dove spiccò in particolar modo la figura di Erik Dekker; inoltre, in estate, l'olandese fece sue anche tre frazioni al Tour de France, la Clásica San Sebastián (valida per la Coppa del mondo) e il titolo nazionale a cronometro. Markus Zberg e Léon van Bon divennero a loro volta campioni nazionali in linea – il secondo vinse anche una tappa alla Grande Boucle – mentre Sørensen si aggiudicò il Giro di Danimarca. Nel 2001 Dekker fu ancora protagonista, aggiudicandosi la classifica individuale di Coppa del mondo (alla Rabobank andò la vittoria a squadre): decisivi furono il successo nell'Amstel Gold Race, il secondo posto nel Giro delle Fiandre e il terzo nella HEW Cyclassics. A lato di questi due trionfi, Boogerd vinse la Setmana Catalana e la Freccia del Brabante, Markus Zberg la Rund um den Henninger Turm, Wauters e lo stesso Dekker due tappe al Tour de France, Beat Zberg (fratello di Markus) una frazione alla Vuelta a España.
Nel 2002 mancarono successi targati Rabobank in Coppa del mondo, anche se Erik Dekker vinse comunque la classifica finale della Tirreno-Adriatico e il titolo olandese a cronometro. Nella stessa stagione arrivò in squadra, proveniente dalla US Postal Service, lo statunitense Levi Leipheimer: suo obiettivo era puntare alla vittoria del Tour de France. Nella Grande Boucle di quell'anno Leipheimer concluse però solo ottavo, mentre Boogerd e Karsten Kroon vinsero ciascuno una tappa. Nel 2003 vennero messi sotto contratto Óscar Freire, già due volte campione del mondo in linea, e Robert Hunter dalla Mapei-Quick Step, e lo scalatore Michael Rasmussen dalla CSC-Tiscali. Freire ottenne durante l'anno numerosi successi in volata, Rasmussen riuscì a imporsi in una tappa della Vuelta a España e a concludere settimo in classifica. Leipheimer ritentò invece l'assalto al Tour de France, dovendo però ritrarsi già alla prima tappa, mentre Boogerd, grazie a diversi piazzamenti (secondo all'Amstel Gold Race, terzo alla Liegi-Bastogne-Liegi, quarto al Campionato di Zurigo) concluse secondo in Coppa del mondo.

#### 2004-2007: i successi con Men'šov, Freire e Rasmussen

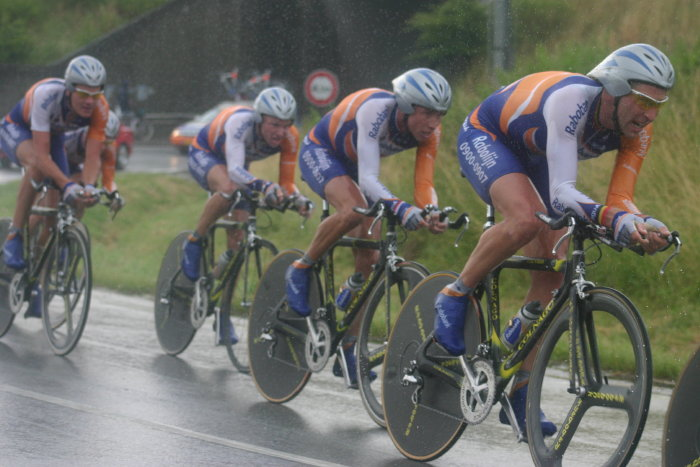
La Rabobank al Tour de France 2004

Nel maggio 2004 Raas lasciò definitivamente il suo incarico alla Rabobank: come team manager della squadra venne promosso Theo de Rooy, mentre Erik Breukink divenne il nuovo direttore sportivo. Durante l'anno gli atleti bianco-arancio-blu ottennero diversi successi. Dekker si impose nella Parigi-Tours, valida per la Coppa del mondo, nei campionati olandesi in linea e nel Giro dei Paesi Bassi. Óscar Freire vinse invece allo sprint la Milano-Sanremo, una tappa alla Vuelta a España e, sul circuito di Verona, il suo terzo titolo mondiale in linea. Negli anni seguenti Freire risultò uno dei migliori velocisti della scena internazionale, portando la squadra olandese ad aggiudicarsi per altre due volte la prestigiosa Milano-Sanremo (2007 e 2010); conquistò anche la Vattenfall Cyclassics 2006, la Gand-Wevelgem 2008 e la Parigi-Tours 2010, oltre a diverse tappe al Tour de France e alla Vuelta a España. Al termine della stagione 2011, dopo nove annate con la Rabobank, si accasò alla Katusha. In quel 2004 Leipheimer chiuse invece solo nono al Tour de France, e al termine della stagione lasciò la Rabobank per accasarsi alla Gerolsteiner.
Nel 2005 nacque il circuito professionistico UCI ProTour, che andò a sostituire la Coppa del mondo, e la Rabobank fu una delle venti squadre iscritte, potendo così partecipare di diritto a tutte le principali competizioni mondiali. Con l'addio di Leipheimer, capitano per il Tour de France divenne l'esperto Michael Rasmussen, che vinse una tappa e si aggiudicò la maglia a pois della classifica scalatori. Anche Pieter Weening vinse una frazione in quella Grande Boucle, mentre il campione del mondo in carica Freire fece sue la Tirreno-Adriatico e la Freccia del Brabante. In stagione arrivò in squadra, proveniente dalla Illes Balears-Banesto, anche il ventiseienne russo Denis Men'šov, già miglior giovane al Tour 2003. Fu lui la sorpresa principale dell'anno, con il secondo posto alla Vuelta a España. Pur non essendo ritenuto adatto a competere per la classifica generale, e pur non avendo a disposizione una squadra capace di ben supportarlo nelle tappe di montagna, Men'šov ottenne la seconda piazza dopo aver anche vestito per sei giorni la maglia oro. Non era però quello il risultato definitivo, in novembre il vincitore Roberto Heras venne infatti squalificato per positività all'EPO: il successo andò così a Men'šov e alla Rabobank, per la prima volta vincente in una corsa di tre settimane (in precedenza il miglior risultato era stato il quinto posto di Boogerd nel Tour de France 1998).
Nel 2006 la Rabobank si presentò al Tour de France con tre capitani, Men'šov, Boogerd e Rasmussen. Il russo vinse una tappa e concluse sesto, quinto dopo la squalifica di Floyd Landis, Boogerd fu tredicesimo, mentre Rasmussen giunse per la seconda volta in maglia a pois a Parigi. Al Tour de France dell'anno dopo si mise ancora in grande evidenza Michael Rasmussen. Il danese vinse una tappa alpina, salì in vetta alla classifica generale e qualche giorno dopo, il 25 luglio, vinse anche la frazione del Colle d'Aubisque consolidando il primato. Al termine di quella giornata, però, la dirigenza del suo team lo costrinse ad abbandonare la corsa per violazione della normativa antidoping: era infatti risultato che nel giugno precedente Rasmussen aveva mentito sulla sua reperibilità, sottraendosi così a due controlli antidoping.

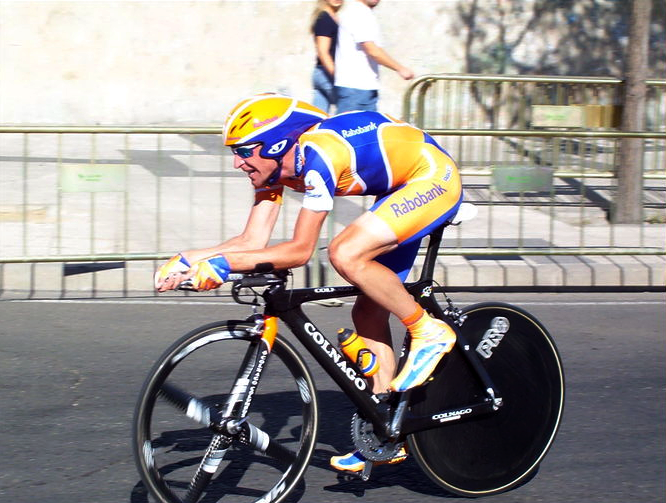
Denis Men'šov impegnato nella vittoriosa Vuelta a España 2007

L'altro capitano della Rabobank, Men'šov, partecipò a quel Tour ma abbandonò durante la diciassettesima tappa: si rifece comunque in settembre vincendo la classifica generale della Vuelta a España (oltre a quelle combinata e scalatori) e bissando il successo del 2005. Sempre in quell'autunno Rasmussen venne trovato positivo alla Dynepo (i controlli erano stati effettuati proprio durante il Tour) e allontanato dalla squadra: verrà squalificato per due anni dall'UCI, fino al luglio 2009.

#### 2008-2012: la vittoria del Giro e gli ultimi anni
Per la stagione 2008 il team decise di puntare su Denis Men'šov sia per il Giro d'Italia che per il Tour de France 2008. Al Giro il russo si classificò quinto senza brillare particolarmente, al Tour de France concluse invece quarto, terzo dopo la squalifica di Bernhard Kohl, con il compagno di squadra Óscar Freire vincitore della classifica a punti. Alla Vuelta a España leader della formazione fu invece il ventiduenne scalatore olandese Robert Gesink, che alla prima partecipazione ad una prova di tre settimane concluse settimo.
Nel 2009 per la Rabobank arrivò il primo storico successo al Giro d'Italia. Protagonista dell'impresa fu Denis Men'šov: il russo, presentatosi come uno dei favoriti, vinse la tappa alpina sull'Alpe di Siusi e, una settimana dopo, la cronometro di Riomaggiore. Prese la maglia rosa dopo questo secondo successo, e non la perse più, difendendola bene sugli Appennini e regalando così alla Rabobank la terza vittoria in un Grande Giro. L'anno dopo Men'šov saltò il Giro d'Italia per puntare al successo nel Tour de France. In quella Grande Boucle, affiancato da Robert Gesink (quell'anno vincitore del Grand Prix de Montréal), il russo restò sempre con i migliori sulle salite: concluse terzo, superando Samuel Sánchez proprio nell'ultima cronometro. Nel 2012, dopo la squalifica di Alberto Contador, gli verrà attribuito il secondo posto alle spalle del solo Andy Schleck.

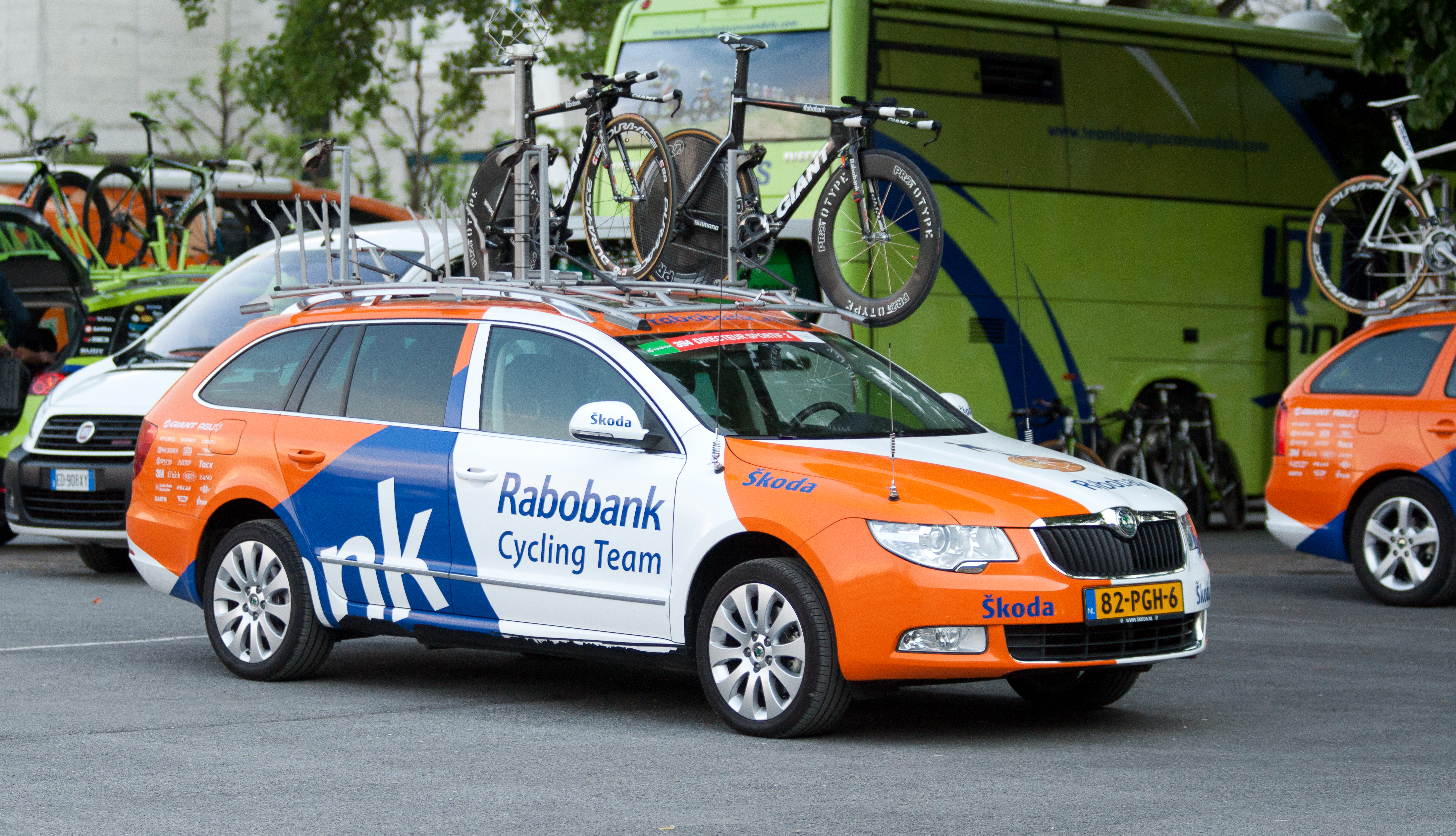
Una delle ammiraglie Rabobank per la stagione 2011

Al termine della stagione 2010 Men'šov lasciò la Rabobank per passare alla Geox-TMC. Nel 2011 il team fece così affidamento per i Grandi Giri su un gruppo di giovani scalatori olandesi: Steven Kruijswijk, il già citato Robert Gesink, Bauke Mollema. Il primo figurò bene al Giro d'Italia, classificandosi ottavo; il secondo partecipò al Tour de France con ambizioni di podio ma, per via di una caduta, fu costretto alle retrovie; il terzo, dopo aver presenziato al Tour, si mise in evidenza alla Vuelta a España classificandosi quarto e vincendo la classifica a punti.
Gli atleti Rabobank hanno negli anni ottenuto numerosi successi nei campionati nazionali olandesi, primeggiando in diverse specialità, cronometro e corsa in linea su strada Elite ed Under 23, ciclocross, mountain biking. A livello di competizioni per squadre nazionali si sono distinti, oltre al già citato Freire (iridato Elite su strada nel 2004), anche Adrie van der Poel, Richard Groenendaal e Sven Nys, campioni mondiali di ciclocross nel 1996, 2000 e 2004 rispettivamente. Durante la loro militanza alla Rabobank sono diventati campioni iridati, nella categoria Under-23, anche Sven Nys, Thijs Verhagen e Lars Boom nel ciclocross (1997, 2002 e 2007 rispettivamente) e Lars Boom nella cronometro Under-23 su strada (nel 2007).
Nell'ottobre 2012, a seguito del rapporto dell'USADA, l'Agenzia antidoping degli Stati Uniti, sul doping nel ciclismo professionistico, l'istituto bancario Rabobank annunciò l'interruzione della sua sponsorizzazione del ciclismo professionistico alla fine della stagione. Rabobank affermò che il doping era così dilagante tale da non essere più convinti che il mondo del ciclismo professionale internazionale fosse in grado di creare uno sport pulito ed onesto.

### 2013-2014: il post Rabobank con Blanco e Belkin
Nel 2013 Rabobank accettò di finanziare la squadra fino a quando non fosse stato trovato un nuovo sponsor, pertanto la squadra poté continuare ad esistere. Nella UCI World Tour 2013 iniziò quindi a gareggiare sotto il nome di Blanco a simboleggiare il suo status formalmente non sponsorizzato e Tom-Jelte Slagter vinse la prima gara del nuovo corso, il Tour Down Under 2013.
A giugno dello stesso anno venne annunciato Belkin come nuovo sponsor della squadra inizialmente con un contratto di 2 anni e mezzo, tuttavia nel giugno 2014 venne annunciato che si stava lavorando per terminare la sponsorizzazione della squadra alla fine del 2014 stagione, costringendo la squadra a trovare un nuovo sostenitore per la seconda volta in 18 mesi. Nel luglio 2014 venne quindi annunciata la firma con la lotteria olandese Lotto e l'agenzia di marketing BrandLoyalty che avrebbe assicurato il loro sostegno per due anni, con un'opzione per altri due anni. Come parte dell'accordo, la squadra di ciclismo avrebbe unito le forze con la squadra di pattinaggio di velocità BrandLoyalty con i campioni olimpici e mondiali Sven Kramer e Stefan Groothuis.

### Dal 2015: Lotto NL e Jumbo

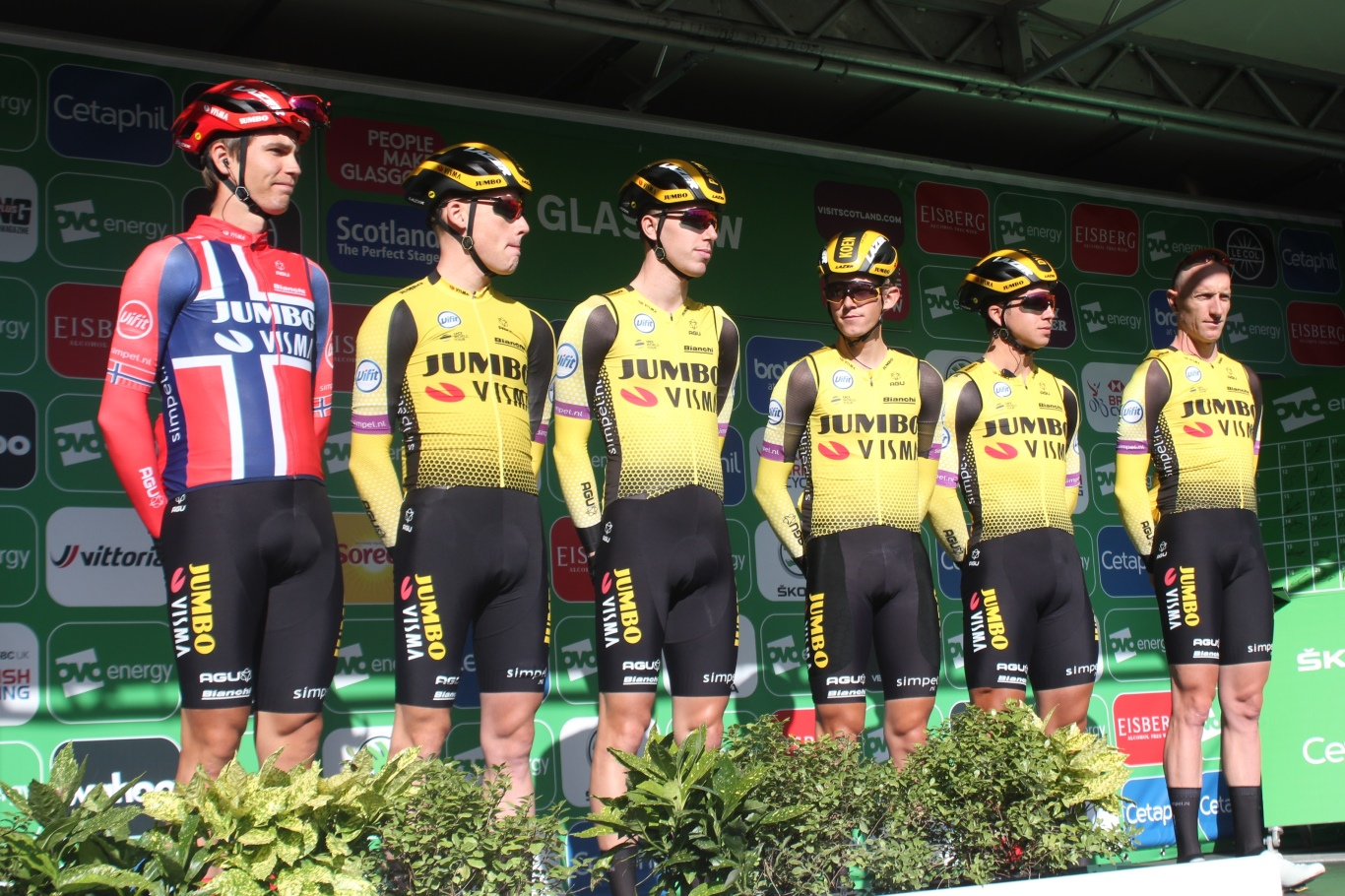
Ciclisti del team al Tour of Britain 2019

Dal 2015 la squadra prese il nome di Team Lotto NL, a cui si aggiunse come secondo sponsor la catena di supermercati olandese Jumbo e venne scelta una maglia gialla e nera, colorazione comune alle due aziende. 
Nel 2019 termina la sponsorizzazione con l'azienda di gioco d'azzardo e Jumbo diventa il primo sponsor, a cui si affianca l'azienda norvegese di informatica Visma. Contestualmente al cambio di denominazione, la squadra cresce di livello diventando una delle formazioni dell'UCI World Tour più forti. Nel 2019 infatti lo sloveno Primož Roglič conquista la Vuelta a España (e si ripeterà anche nel 2020 e nel 2021) e un terzo posto al Giro d'Italia 2019, così come un terzo posto al Tour de France con Steven Kruijswijk. Roglič poi e Jonas Vingegaard finiranno secondi al Tour de France rispettivamente nel 2020 e nel 2021. Vingegaard sarà poi vincitore del Tour de France 2022 e 2023. Sempre nel 2023 Roglič si aggiudicherà invece il Giro d'Italia e Sepp Kuss la Vuelta a España, verificandosi quindi la vittoria di tutte e tre le corse a tappe più importanti da parte di una sola formazione, per di più con tre corridori diversi. Oltre a ciò, la formazione olandese è in prima fila nelle corse di un giorno con il belga Wout van Aert una Milano-Sanremo, una Gand-Wevelgem, un'Amstel Gold Race, nove tappe al Tour de France e tre campionati nazionali, uno in linea e due a cronometro e una Liegi-Bastogne-Liegi con Roglič. 

### Dal 2024: Team Visma-Lease a Bike
Nel 2024 la squadra perde la sponsorizzazione della catena di supermercati Jumbo e assume il nome di Team Visma-Lease a Bike. Dopo una stagione trionfale come quella del 2023, dove la formazione olandese ha vinto tutti e tre i grandi giri a tappe, nel 2024 sono protagonisti gli incidenti. Dopo un buon avvio di stagione, Wout Van Aert è costretto a rinunciare al Giro delle Fiandre e alla Parigi-Roubaix per colpa di una caduta alla Dwars door Vlaanderen, che doveva essere l'ultimo test prima delle due classiche monumento. Sorte simile capita a Jonas Vingegaard: il danese resta vittima di una caduta terribile al Giro dei Paesi Baschi, riportando la frattura della clavicola e un pneumotorace. Riesce a tornare in sella solo a maggio: nonostante questo, si presenta al via del Tour de France con l'obiettivo di ben figurare e conquista una vittoria di tappa e il secondo posto in classifica generale, dietro Tadej Pogacar e davanti a Remco Evenepoel. La squadra tenterà poi di conquistare il bis alla Vuelta a Espana con Sepp Kuss, ma il successo viene conquistato da Primoz Roglic, che durante l'inverno precedente ha lasciato la squadra per accasarsi alla Red Bull - Bora - hansgrohe.

## Cronistoria

### Annuario
| Anno | Codice  | Nome                                                                                | Cat. | Biciclette | Dirigenza |
| ---- | ------- | ----------------------------------------------------------------------------------- | ---- | ---------- | --- |
| 1984 | -       | Kwantum Hallen-Yoko                                                                 | -    | Colnago    | Dir. sportivi: Guillaume Driessens, Jan Gisbers, Walter Godefroot |
| 1985 | -       | Kwantum Hallen-Yoko                                                                 | -    | Colnago    | Dir. sportivi: Jan Gisbers, Jan Raas, Hilaire Van Der Schueren |
| 1986 | -       | Kwantum Hallen-Yoko                                                                 | -    | Colnago    | Dir. sportivi: Jan Raas, Hilaire Van Der Schueren |
| 1987 | -       | Superconfex-Kwantum Hallen-Yoko                                                     | -    | Colnago    | Dir. sportivi: Jan Raas, Hilaire Van Der Schueren |
| 1988 | -       | Superconfex-Yoko                                                                    | -    | Colnago    | Dir. sportivi: Jan Raas, Hilaire Van Der Schueren |
| 1989 | -       | Superconfex-Yoko                                                                    | -    | Colnago    | Dir. sportivi: Jan Raas, Hilaire Van Der Schueren |
| 1990 | -       | Buckler-Colnago-Decca                                                               | -    | Colnago    | Dir. sportivi: Jan Raas, Hilaire Van Der Schueren, Joop Zoetemelk |
| 1991 | -       | Buckler-Colnago-Decca                                                               | -    | Colnago    | Dir. sportivi: Jan Raas, Hilaire Van Der Schueren, Joop Zoetemelk |
| 1992 | -       | Buckler-Colnago-Decca                                                               | -    | Colnago    | Dir. sportivi: Jan Raas, Hilaire Van Der Schueren, Joop Zoetemelk |
| 1993 | -       | Wordperfect-Colnago-Decca                                                           | -    | Colnago    | Dir. sportivi: Jan Raas, Hilaire Van Der Schueren, Joop Zoetemelk |
| 1994 | -       | Wordperfect-Colnago-Decca                                                           | -    | Colnago    | Dir. sportivi: Jan Raas, Hilaire Van Der Schueren, Joop Zoetemelk |
| 1995 | NOE     | Novell Software-Decca                                                               | -    | Colnago    | Manager: Jan Raas Dir. sportivi: Luc Schiemsky, Hilaire Van Der Schueren, Joop Zoetemelk |
| 1996 | RAB     | Rabobank                                                                            | -    | Colnago    | Manager: Jan Raas Dir. sportivi: Theo de Rooy, Joop Zoetemelk, Adrie van Houwelingen |
| 1997 | RAB     | Rabobank                                                                            | -    | Colnago    | Manager: Jan Raas Dir. sportivi: Theo de Rooy, Joop Zoetemelk, Adrie van Houwelingen |
| 1998 | RAB     | Rabobank                                                                            | -    | Colnago    | Manager: Jan Raas Dir. sportivi: Theo de Rooy, Joop Zoetemelk, Adrie van Houwelingen, Nico Verhoeven |
| 1999 | RAB     | Rabobank                                                                            | GSI  | Colnago    | Manager: Jan Raas Dir. sportivi: Theo de Rooy, Frans Maassen, Joop Zoetemelk, Adrie van Houwelingen, Luc Schiemsky |
| 2000 | RAB     | Rabobank                                                                            | GSI  | Colnago    | Manager: Jan Raas Dir. sportivi: Theo de Rooy, Frans Maassen, Joop Zoetemelk, Adrie van Houwelingen, Nico Verhoeven, Luc Schiemsky |
| 2001 | RAB     | Rabobank                                                                            | GSI  | Colnago    | Manager: Jan Raas Dir. sportivi: Theo de Rooy, Frans Maassen, Joop Zoetemelk, Adrie van Houwelingen, Nico Verhoeven, Luc Schiemsky |
| 2002 | RAB     | Rabobank                                                                            | GSI  | Colnago    | Manager: Jan Raas Dir. sportivi: Theo de Rooy, Frans Maassen, Joop Zoetemelk, Adrie van Houwelingen, Nico Verhoeven |
| 2003 | RAB     | Rabobank                                                                            | GSI  | Colnago    | Manager: Jan Raas Dir. sportivi: Theo de Rooy, Frans Maassen, Joop Zoetemelk, Adrie van Houwelingen, Nico Verhoeven |
| 2004 | RAB     | Rabobank                                                                            | GSI  | Colnago    | Manager: Jan Raas (fino al 16 maggio) Dir. sportivi: Theo de Rooy, Frans Maassen, Joop Zoetemelk, Adrie van Houwelingen, Nico Verhoeven, Erik Breukink (dal 16 marzo)                                                                                |
| 2005 | RAB     | Rabobank                                                                            | PT   | Colnago    | Manager: Theo de Rooy Dir. sportivi: Erik Breukink, Frans Maassen, Joop Zoetemelk, Adrie van Houwelingen |
| 2006 | RAB     | Rabobank                                                                            | PT   | Colnago    | Manager: Theo de Rooy Dir. sportivi: Erik Breukink, Frans Maassen, Joop Zoetemelk, Adrie van Houwelingen |
| 2007 | RAB     | Rabobank                                                                            | PT   | Colnago    | Manager: Theo de Rooy (fino ad agosto), Henri van den Haat (da agosto) Dir. sportivi: Erik Breukink, Frans Maassen, Erik Dekker, Adrie van Houwelingen                                                                                               |
| 2008 | RAB     | Rabobank                                                                            | PT   | Colnago    | Manager: Henri van den Haat (fino al 1º marzo), Harold Knebel (dal 1º marzo) Dir. sportivi: Erik Breukink, Erik Dekker, Adrie van Houwelingen, Frans Maassen                                                                                         |
| 2009 | RAB     | Rabobank                                                                            | PT   | Giant      | Manager: Harold Knebel Dir. sportivi: Erik Breukink, Jan Boven, Erik Dekker, Adrie van Houwelingen, Frans Maassen |
| 2010 | RAB     | Rabobank                                                                            | PT   | Giant      | Manager: Harold Knebel Dir. sportivi: Erik Breukink, Jan Boven, Erik Dekker, Adrie van Houwelingen, Frans Maassen, Nico Verhoeven |
| 2011 | RAB     | Rabobank Cycling Team                                                               | WT   | Giant      | Manager: Harold Knebel Dir. sportivi: Erik Breukink, Jan Boven, Erik Dekker, Adrie van Houwelingen, Frans Maassen, Nico Verhoeven |
| 2012 | RAB     | Rabobank Cycling Team                                                               | WT   | Giant      | Manager: Harold Knebel Dir. sportivi: Erik Breukink, Jan Boven, Erik Dekker, Adrie van Houwelingen, Frans Maassen, Nico Verhoeven |
| 2013 | BLA BEL | Blanco Pro Cycling Team (fino al 28 giugno) Belkin Pro Cycling Team (dal 28 giugno) | WT   | Giant      | Manager: Richard Plugge Dir. sportivi: Nico Verhoeven, Jeroen Blijlevens, Jan Boven, Erik Dekker, Michiel Elijzen, Frans Maassen, Merijn Zeeman |
| 2014 | BEL     | Belkin Pro Cycling Team                                                             | WT   | Bianchi    | Manager: Richard Plugge Dir. sportivi: Nico Verhoeven, Jan Boven, Erik Dekker, Michiel Elijzen, Mathieu Heijboer, Frans Maassen, Merijn Zeeman |
| 2015 | TLJ     | Team Lotto NL-Jumbo                                                                 | WT   | Bianchi    | Manager: Richard Plugge Dir. sportivi: Nico Verhoeven, Jan Boven, Erik Dekker, Louis Delahaije, Mathieu Heijboer, Frans Maassen, Ken Vanmarcke, Merijn Zeeman                                                                                        |
| 2016 | TLJ     | Team Lotto NL-Jumbo                                                                 | WT   | Bianchi    | Manager: Richard Plugge Dir. sportivi: Nico Verhoeven, Jan Boven, Louis Delahaije, Addy Engels, Mathieu Heijboer, Frans Maassen, Michal Szyszkowski, Merijn Zeeman                                                                                   |
| 2017 | TLJ     | Team Lotto NL-Jumbo                                                                 | WT   | Bianchi    | Manager: Richard Plugge Dir. sportivi: Nico Verhoeven, Jan Boven, Louis Delahaije, Addy Engels, Sierk-Jan de Haan, Mathieu Heijboer, Frans Maassen, Grischa Niermann, Merijn Zeeman                                                                  |
| 2018 | TLJ     | Team Lotto NL-Jumbo                                                                 | WT   | Bianchi    | Manager: Richard Plugge Dir. sportivi: Nico Verhoeven, Jan Boven, Louis Delahaije, Addy Engels, Sierk-Jan de Haan, Mathieu Heijboer, Frans Maassen, Grischa Niermann, Merijn Zeeman                                                                  |
| 2019 | TJV     | Team Jumbo-Visma                                                                    | WT   | Bianchi    | Manager: Richard Plugge Dir. sportivi: Nico Verhoeven, Jan Boven, Addy Engels, Sierk-Jan de Haan, Mathieu Heijboer, Frans Maassen, Grischa Niermann, Richard Plugge, Merijn Zeeman                                                                   |
| 2020 | TJV     | Jumbo-Visma                                                                         | WT   | Bianchi    | Manager: Richard Plugge Dir. sportivi: Merijn Zeeman, Jan Boven, Arthur van Dongen, Addy Engels, Sierk-Jan de Haan, Mathieu Heijboer, Frans Maassen, Grischa Niermann, Richard Plugge, Robert Wagner                                                 |
| 2021 | TJV     | Jumbo-Visma                                                                         | WT   | Cervélo    | Manager: Richard Plugge Dir. sportivi: Merijn Zeeman, Jan Boven, Arthur van Dongen, Addy Engels, Sierk-Jan de Haan, Mathieu Heijboer, Frans Maassen, Grischa Niermann, Richard Plugge, Robert Wagner                                                 |
| 2022 | TJV     | Jumbo-Visma                                                                         | WT   | Cervélo    | Manager: Richard Plugge Dir. sportivi: Merijn Zeeman, Jan Boven, Arthur van Dongen, Addy Engels, Sierk-Jan de Haan, Mathieu Heijboer, Frans Maassen, Grischa Niermann, Richard Plugge, Marc Reef, Michał Szyszkowski, Robert Wagner, Maarten Wynants |
| 2023 | TJV     | Jumbo-Visma                                                                         | WT   | Cervélo    | Manager: Richard Plugge Dir. sportivi: Merijn Zeeman, Jan Boven, Arthur van Dongen, Addy Engels, Sierk-Jan de Haan, Mathieu Heijboer, Frans Maassen, Grischa Niermann, Richard Plugge, Marc Reef, Michał Szyszkowski, Robert Wagner, Maarten Wynants |
| 2024 | TVL     | Team Visma-Lease a Bike                                                             | WT   | Cervélo    | Manager: Richard Plugge Dir. sportivi: Merijn Zeeman, Addy Engels, Mathieu Heijboer, Frans Maassen, Grischa Niermann, Richard Plugge, Michał Szyszkowski, Arthur van Dongen, Robert Wagner, Maarten Wynants                                          |
| 2025 | TVL     | Team Visma-Lease a Bike                                                             | WT   | Cervélo    | Manager: Richard Plugge Dir. sportivi: Jan Boven, Sierk-Jan De Haan, Addy Engels, Mathieu Heijboer, Frans Maassen, Grischa Niermann, Richard Plugge, Marc Reef, Michał Szyszkowski, Arthur van Dongen, Robert Wagner, Maarten Wynants                |

### Classifiche UCI
| Anno | Classifica    | Pos. | Migliore cl. individuale |
| ---- | ------------- | ---- | ------------------------ |
| 1995 | -             | 12º  | Vjačeslav Ekimov (14º)   |
| 1996 | -             | 11º  | Rolf Sørensen (25º)      |
| 1997 | -             | 6º   | Rolf Sørensen (19º)      |
| 1998 | -             | 3º   | Michael Boogerd (5º)     |
| 1999 | GSI           | 2º   | Michael Boogerd (2º)     |
| 2000 | GSI           | 6º   | Erik Dekker (17º)        |
| 2001 | GSI           | 3º   | Erik Dekker (2º)         |
| 2002 | GSI           | 9º   | Michael Boogerd (17º)    |
| 2003 | GSI           | 8º   | Michael Boogerd (9º)     |
| 2004 | GSI           | 5º   | Óscar Freire (4º)        |
| 2005 | ProTour       | 3º   | Denis Men'šov (14º)      |
| 2006 | ProTour       | 3º   | Michael Boogerd (16º)    |
| 2007 | ProTour       | 8º   | Óscar Freire (5º)        |
| 2008 | ProTour       | 10º  | Óscar Freire (23º)       |
| 2009 | World cal.    | 9º   | Robert Gesink (10º)      |
| 2010 | World cal.    | 3º   | Robert Gesink (6º)       |
| 2011 | World Tour    | 9º   | Robert Gesink (17º)      |
| 2012 | World Tour    | 8º   | Bauke Mollema (18º)      |
| 2013 | World Tour    | 11º  | Bauke Mollema (17º)      |
| 2014 | World Tour    | 12º  | Bauke Mollema (19º)      |
| 2015 | World Tour    | 14º  | Robert Gesink (41º)      |
| 2016 | World Tour    | 12º  | Sep Vanmarcke (18º)      |
| 2017 | World Tour    | 16º  | Primož Roglič (27º)      |
| 2018 | World Tour    | 10º  | Primož Roglič (11º)      |
| 2019 | World Ranking | 3º   | Primož Roglič (1º)       |
| 2020 | World Ranking | 1º   | Primož Roglič (1º)       |
| 2021 | World Ranking | 3º   | Wout Van Aert (2º)       |
| 2022 | World Ranking | 1º   | Wout Van Aert (2º)       |
| 2023 | World Ranking | 2º   | Jonas Vingegaard (2º)    |
| 2024 | World Ranking | 2º   | Jonas Vingegaard (7º)    |

## Divise
| Rabobank (2007-2008) | Rabobank (2011-2012) | Blanco (2013) | Belkin (2013-2014) | Lotto NL (2016) | Lotto NL (2017) | Lotto NL (2018) | Jumbo (2019) | Jumbo (2021) | Jumbo (2020, 2022-23) | Visma (2024-) |

## Palmarès
Aggiornato al 27 luglio 2025.

### Grandi Giri
- Giro d'Italia

Partecipazioni: 23 (2000, 2002, 2005, 2006, 2007, 2008, 2009, 2010, 2011, 2012, 2013, 2014, 2015, 2016, 2017, 2018, 2019, 2020, 2021, 2022, 2023, 2024, 2025) 
Vittorie di tappa: 16
2009: 3 (3 Denis Men'šov)
2011: 1 (Pieter Weening)
2016: 1 (Primož Roglič)
2017: 1 (Jos van Emden)
2018: 1 (Enrico Battaglin)
2019: 2 (Primož Roglič)
2022: 2 (Koen Bouwman)
2023: 1 (Primož Roglič)
2024: 1 (Olav Kooij)
2025: 3 (2 Olav Kooij, Wout Van Aert)
Vittorie finali: 3
2009 (Denis Men'šov)
2023 (Primož Roglič)
2025 (Simon Yates)
Altre classifiche: 2
2009: Punti (Denis Men'šov)
2022: Scalatori (Koen Bouwman)
- Tour de France

Partecipazioni: 42 (1984, 1985, 1986, 1987, 1988, 1989, 1990, 1991, 1992, 1993, 1994, 1995, 1996, 1997, 1998, 1999, 2000, 2001, 2002, 2003, 2004, 2005, 2006, 2007, 2008, 2009, 2010, 2011, 2012, 2013, 2014, 2015, 2016, 2017, 2018, 2019, 2020, 2021, 2022, 2023, 2024, 2025)
Vittorie di tappa: 74
1984: 1 (Jan Raas)
1985: 3 (Gerrit Solleveld, Henri Manders, Maarten Ducrot)
1986: 1 (Ludo Peeters)
1987: 5 (2 Jean-Paul van Poppel, Jelle Nijdam, Nico Verhoeven, Rolf Gölz)
1988: 6 (4 Jean-Paul van Poppel, Jelle Nijdam, Rolf Gölz)
1989: 2 (Jelle Nijdam)
1990: 3 (Frans Maassen, Gerrit Solleveld, Jelle Nijdam)
1991: 1 (Jelle Nijdam)
1995: 1 (Djamolidine Abdoujaparov)
1996: 2 (Michael Boogerd, Rolf Sørensen)
1998: 1 (Léon van Bon)
1999: 1 (Robbie McEwen)
2000: 4 (3 Erik Dekker, Léon van Bon)
2001: 2 (Marc Wauters, Erik Dekker)
2002: 2 (Karsten Kroon, Michael Boogerd)
2005: 2 (Pieter Weening, Michael Rasmussen)
2006: 4 (2 Óscar Freire, Denis Men'šov, Michael Rasmussen)
2007: 2 (Michael Rasmussen)
2008: 1 (Óscar Freire)
2009: 1 (Juan Manuel Gárate)
2011: 1 (Luis León Sánchez)
2012: 1 (Luis León Sánchez)
2014: 1 (Lars Boom)
2017: 2 (Primož Roglič, Dylan Groenewegen)
2018: 3 (2 Dylan Groenewegen, Primož Roglič)
2019: 4 (Mike Teunissen, cronosquadre, Dylan Groenewegen, Wout Van Aert)
2020: 3 (2 Wout Van Aert, Primož Roglič)
2021: 4 (3 Wout Van Aert, Sepp Kuss)
2022: 6 (3 Wout Van Aert, 2 Jonas Vingegaard, Christophe Laporte)
2023: 1 (Jonas Vingegaard)
2024: 1 (Jonas Vingegaard)
2025: 2 (Simon Yates, Wout Van Aert)
Vittorie finali: 2
2022: Jonas Vingegaard
2023: Jonas Vingegaard
Altre classifiche: 9
1987: Punti (Jean-Paul van Poppel)
2005: Montagna (Michael Rasmussen)
2006: Montagna (Michael Rasmussen)
2008: Punti (Óscar Freire)
2022: Punti (Wout Van Aert), Montagna (Jonas Vingegaard), Combattività (Wout Van Aert)
2023: Squadre
2025: Squadre
- Vuelta a España

Partecipazioni: 29 (1991, 1992, 1995, 1997, 1998, 1999, 2001, 2003, 2004, 2005, 2006, 2007, 2008, 2009, 2010, 2011, 2012, 2013, 2014, 2015, 2016, 2017, 2018, 2019, 2020, 2021, 2022, 2023, 2024)
Vittorie di tappa: 39
1992: 2 (Edwig Van Hooydonck, Eric Vanderaerden)
1997: 2 (Léon van Bon, Max van Heeswijk)
2001: 1 (Beat Zberg)
2003: 1 (Michael Rasmussen)
2004: 1 (Óscar Freire)
2005: 3 (Denis Men'šov)
2007: 4 (3 Óscar Freire, Denis Men'šov)
2008: 1 (Óscar Freire)
2009: 1 (Lars Boom)
2013: 1 (Bauke Mollema)
2015: 1 (Bert-Jan Lindeman)
2016: 1 (Robert Gesink)
2019: 2 (Primož Roglič, Sepp Kuss)
2020: 4 (Primož Roglič)
2021: 4 (Primož Roglič)
2022: 2 (cronosquadre, Primož Roglič)
2023: 5 (2 Jonas Vingegaard, 2 Primož Roglič, Sepp Kuss)
2024: 3 (Wout Van Aert)
Vittorie finali: 6
2005 (Denis Men'šov)
2007 (Denis Men'šov)
2019 (Primož Roglič)
2020 (Primož Roglič)
2021 (Primož Roglič)
2023 (Sepp Kuss)
Altre classifiche: 4
2011: Punti (Bauke Mollema)
2019: Punti (Primož Roglič)
2020: Punti (Primož Roglič)
2023: Squadre

### Classiche monumento
- Milano-Sanremo: 4

2004, 2007, 2010 (Óscar Freire); 2020 (Wout Van Aert)
- Giro delle Fiandre: 4

1986 (Adrie van der Poel); 1989, 1991 (Edwig Van Hooydonck); 1997 (Rolf Sørensen)
- Liegi-Bastogne-Liegi: 1

2020 (Primož Roglič)

### Campionati nazionali
Strada
- Campionati austriaci: 1

Cronometro: 1998 (Peter Luttenberger)
- Campionati belgi: 7

Cronometro: 2002, 2003, 2005 (Marc Wauters); 2016 (Victor Campenaerts); 2019, 2020 (Wout Van Aert)
In linea: 2021, (Wout Van Aert)
- Campionati neozelandesi: 1

In linea: 2021 (George Bennett)
- Campionati norvegesi: 4

In linea: 2019 (Amund Grøndahl Jansen); 2021 (Tobias Foss)
Cronometro: 2021, 2022 (Tobias Foss)
- Campionati olandesi: 28

In linea: 1984 (Jan Raas); 1989 (Frans Maassen); 1990 (Peter Winnen); 1991 (Steven Rooks); 1997, 1998, 2006 (Michael Boogerd); 1999 (Maarten den Bakker); 2000 (Léon van Bon); 2004 (Erik Dekker); 2007, 2009 (Koos Moerenhout); 2008 (Lars Boom); 2016 (Dylan Groenewegen); 2021 (Timo Roosen); 2023 (Dylan van Baarle)
Cronometro: 1996, 2000, 2002 (Erik Dekker); 1997 (Erik Breukink); 1998 (Patrick Jonker); 2003 (Maarten den Bakker); 2005 (Thomas Dekker); 2008 (Lars Boom); 2010, 2019, 2023 (Jos van Emden); 2011 (Stef Clement); 2015 (Wilco Kelderman)
- Campionati sloveni: 2

In linea: 2020 (Primož Roglič)
Cronometro: 2016 (Primož Roglič)
- Campionati spagnoli: 2

Cronometro: 2011, 2012 (Luis León Sánchez)
- Campionati svizzeri: 2

In linea: 2000 (Markus Zberg)
Cronometro: 1998 (Beat Zberg)
- Campionati tedeschi: 1

Cronometro: 2019 (Tony Martin)
- Campionati ungheresi: 3

In linea: 2023, 2024 (Attila Valter)
Cronometro: 2023 (Attila Valter)
Pista
- Campionati olandesi: 3

Inseguimento: 1985 (Jelle Nijdam)
Derny: 1985, 1986 (Jelle Nijdam)
Cross
- Campionati belgi: 4

2000, 2003 (Sven Nys); 2021, 2022 (Wout Van Aert)
- Campionati olandesi: 8

1996, 1998, 2000, 2001 (Richard Groenendaal); 1999 (Adrie van der Poel); 2009, 2010, 2011 (Lars Boom)
Mountain bike
- Campionati olandesi: 1

Cross Country: 1996 (Richard Groenendaal)

## Organico 2025
Aggiornato al 19 agosto 2025.

### Staff tecnico
|  | Naz.                   | Ruolo  | Sportivo           |  |  |  |
|  | ---------------------- | ------ | ------------------ |  |  |  |
|  | Paesi Bassi (bandiera) | GM, DS | Richard Plugge     |  |  |  |
|  | Paesi Bassi (bandiera) | DS     | Jan Boven          |  |  |  |
|  | Paesi Bassi (bandiera) | DS     | Sirk-Jan De Haan   |  |  |  |
|  | Paesi Bassi (bandiera) | DS     | Addy Engels        |  |  |  |
|  | Paesi Bassi (bandiera) | DS     | Mathieu Heijboer   |  |  |  |
|  | Paesi Bassi (bandiera) | DS     | Frans Maassen      |  |  |  |
|  | Germania (bandiera)    | DS     | Grischa Niermann   |  |  |  |
|  | Paesi Bassi (bandiera) | DS     | Marc Reef          |  |  |  |
|  | Polonia (bandiera)     | DS     | Michał Szyszkowski |  |  |  |
|  | Paesi Bassi (bandiera) | DS     | Arthur van Dongen  |  |  |  |
|  | Germania (bandiera)    | DS     | Robert Wagner      |  |  |  |
|  | Belgio (bandiera)      | DS     | Maarten Wynants    |  |  |  |

### Rosa
|  | Naz.                     |  | Sportivo           | Anno |  |  |
|  | ------------------------ |  | ------------------ | ---- |  |  |
|  | Italia (bandiera)        |  | Edoardo Affini     | 1996 |  |  |
|  | Paesi Bassi (bandiera)   |  | Dylan van Baarle   | 1992 |  |  |
|  | Germania (bandiera)      |  | Niklas Behrens     | 2003 |  |  |
|  | Paesi Bassi (bandiera)   |  | Loe van Belle      | 2002 |  |  |
|  | Belgio (bandiera)        |  | Tiesj Benoot       | 1994 |  |  |
|  | Gran Bretagna (bandiera) |  | Matthew Brennan    | 2005 |  |  |
|  | Belgio (bandiera)        |  | Victor Campenaerts | 1991 |  |  |
|  | Gran Bretagna (bandiera) |  | Thomas Gloag       | 2001 |  |  |
|  | Paesi Bassi (bandiera)   |  | Tijmen Graat       | 2003 |  |  |
|  | Norvegia (bandiera)      |  | Per Strand Hagenes | 2003 |  |  |
|  | Paesi Bassi (bandiera)   |  | Menno Huising      | 2004 |  |  |
|  | Stati Uniti (bandiera)   |  | Matteo Jorgenson   | 1999 |  |  |
|  | Paesi Bassi (bandiera)   |  | Wilco Kelderman    | 1991 |  |  |
|  | Paesi Bassi (bandiera)   |  | Olav Kooij         | 2001 |  |  |
|  | Paesi Bassi (bandiera)   |  | Steven Kruijswijk  | 1987 |  |  |
|  | Stati Uniti (bandiera)   |  | Sepp Kuss          | 1994 |  |  |
|  | Francia (bandiera)       |  | Christophe Laporte | 1992 |  |  |
|  | Paesi Bassi (bandiera)   |  | Bart Lemmen        | 1995 |  |  |
|  | Gran Bretagna (bandiera) |  | Daniel McLay       | 1992 |  |  |
|  | Norvegia (bandiera)      |  | Jørgen Nordhagen   | 2005 |  |  |
|  | Germania (bandiera)      |  | Anton Schiffer     | 1999 |  |  |
|  | Gran Bretagna (bandiera) |  | Ben Tulett         | 2001 |  |  |
|  | Belgio (bandiera)        |  | Cian Uijtdebroeks  | 2003 |  |  |
|  | Ungheria (bandiera)      |  | Attila Valter      | 1998 |  |  |
|  | Belgio (bandiera)        |  | Julien Vermote     | 1989 |  |  |
|  | Belgio (bandiera)        |  | Wout Van Aert      | 1994 |  |  |
|  | Paesi Bassi (bandiera)   |  | Dylan van Baarle   | 1992 |  |  |
|  | Belgio (bandiera)        |  | Tosh Van Der Sande | 1990 |  |  |
|  | Danimarca (bandiera)     |  | Jonas Vingegaard   | 1996 |  |  |
|  | Gran Bretagna (bandiera) |  | Simon Yates        | 1992 |  |  |
|  | Francia (bandiera)       |  | Axel Zingle        | 1998 |  |  |